# 東京消防庁第六消防方面本部
東京消防庁第六消防方面本部（とうきょうしょうぼうちょうだいろくしょうぼうほうめんほんぶ）は、東京消防庁の内局で、東京都の台東区、荒川区及び足立区の消防業務を担当する消防本部である。

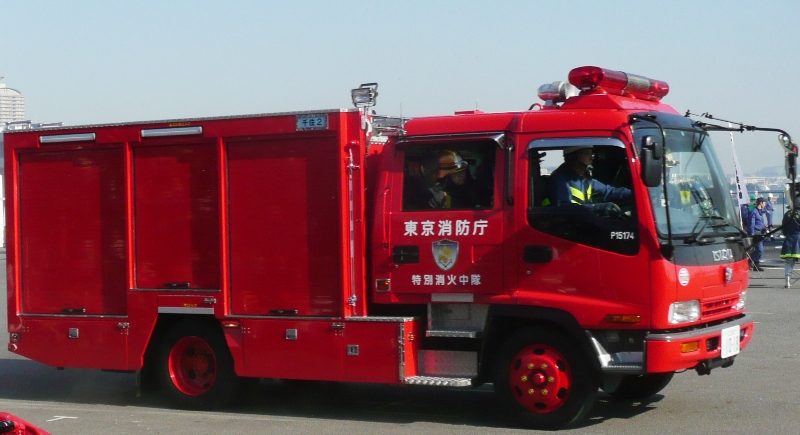
千住消防署のポンプ車

## 地域概要
- 有名な浅草も近辺にある。

## 所在地
台東区蔵前2丁目10番9号

## 管轄消防署
- 第六消防方面本部には8の消防署、20の出張所がある。
- 管内には消防救助機動部隊（ハイパーレスキュー）1隊、特別救助隊2隊、特別消火中隊8隊、水難救助隊1隊がある。

### 第六方面消防救助機動部隊（ハイパーレスキュー）
- 第六消防方面本部消防救助機動部隊（ハイパーレスキュー：6HR）
  - 所在地 足立区新田三丁目37番1号

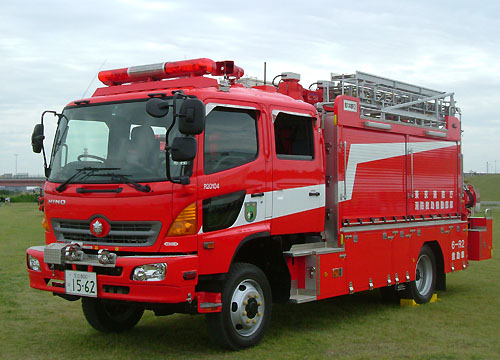
救助車III型
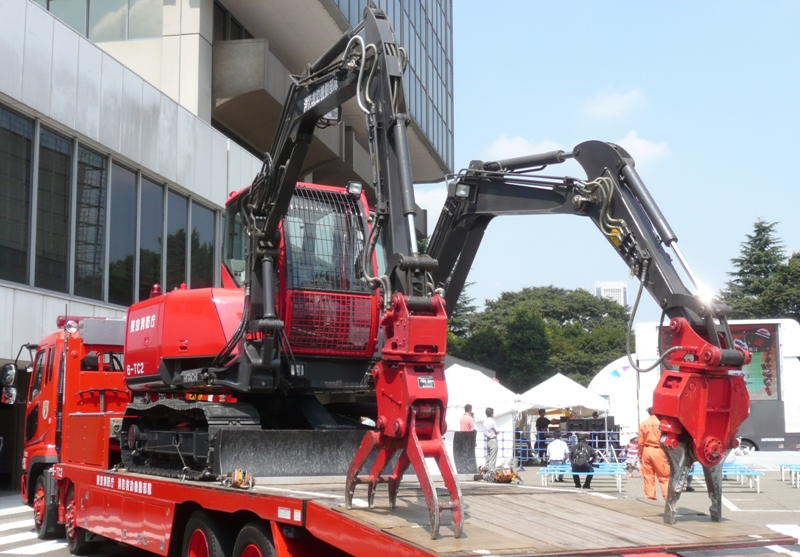
双腕重機
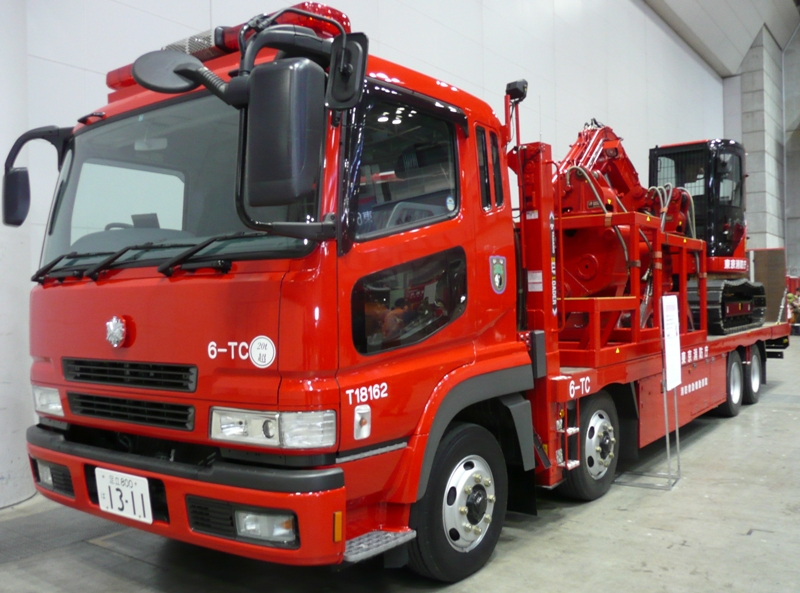
道路啓開用重機及び搬送車 TC1
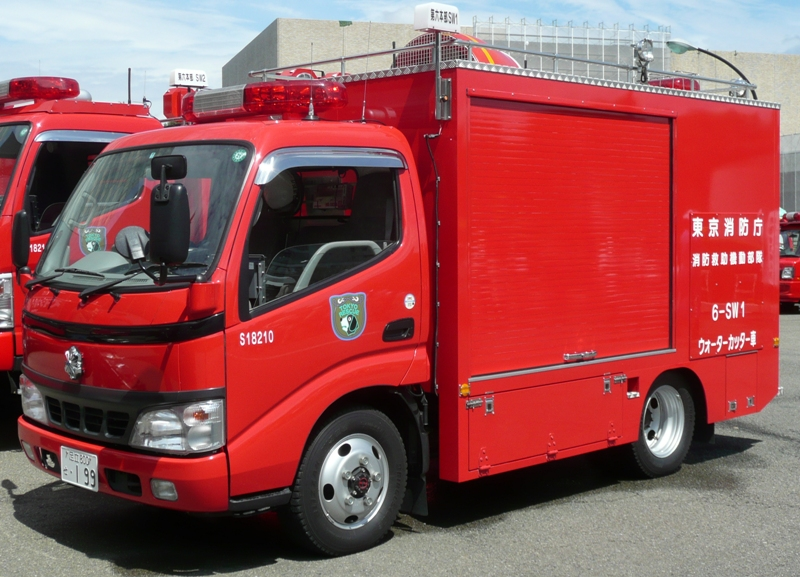
ウォーターカッター車
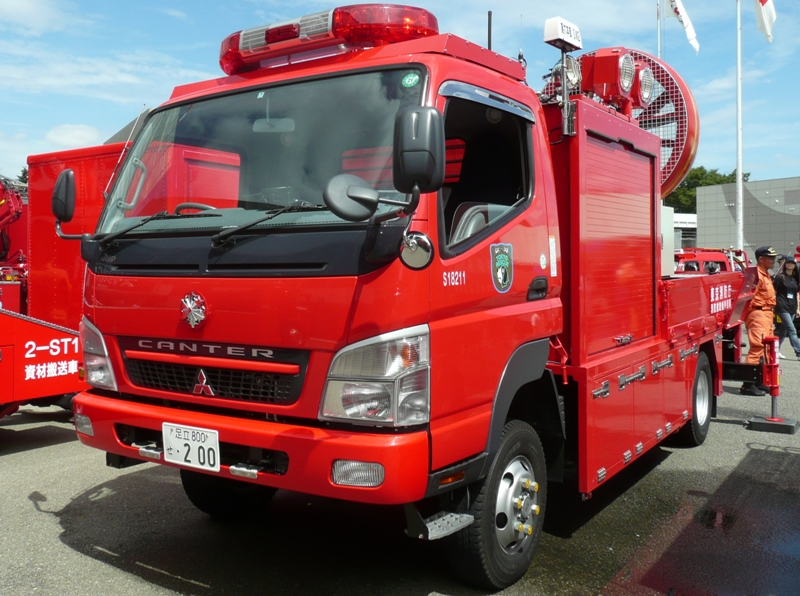
大型ブロアー車
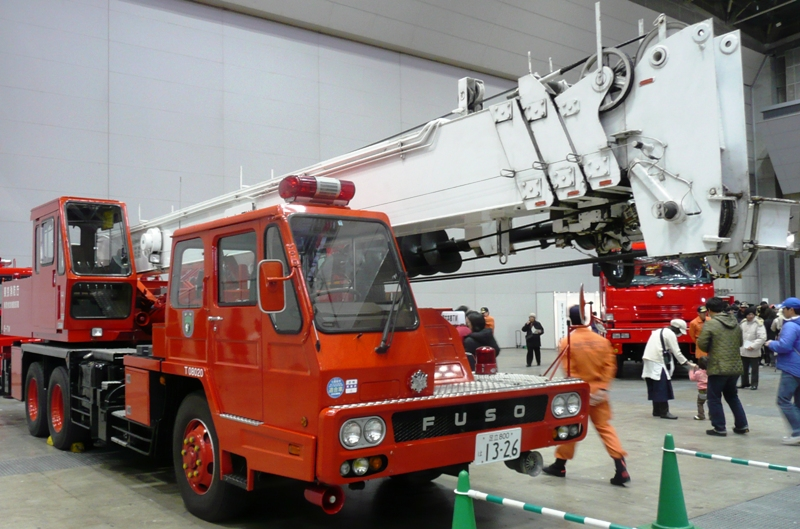
クレーン車
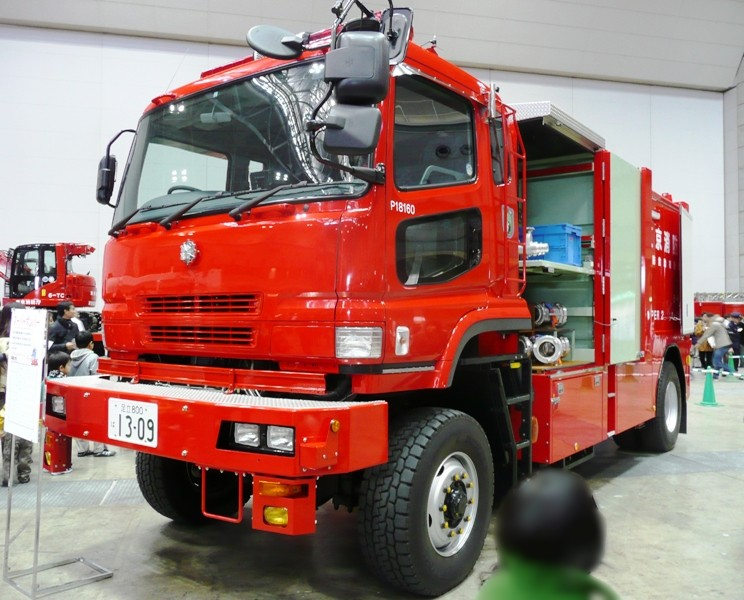
遠距離大量送水装備（スーパーポンパー）：ホース延長車

### 上野消防署
- 本署 台東区東上野5-2-9
  - 下谷出張所 台東区下谷2-13-1
  - 谷中出張所 台東区谷中1-1-25

### 浅草消防署
- 本署 台東区駒形1-5-8
  - 浅草橋出張所 台東区浅草橋3-10-5

### 日本堤消防署
- 本署 台東区千束4-1-1
  - 二天門出張所 台東区浅草2-35-9
  - 今戸出張所 台東区今戸2-33-3

### 荒川消防署
- 本署 荒川区荒川2-1-13
  - 音無川出張所 荒川区西日暮里2-19-9
  - 汐入出張所 荒川区南千住8-2-4
  - 南千住出張所 荒川区南千住6-59-17
  - 日暮里出張所 荒川区東日暮里3-9-26

### 尾久消防署
- 本署 荒川区東尾久8-44-4
  - 尾竹橋出張所 荒川区町屋6-32-5
  - 下尾久出張所 荒川区東尾久3-5-4

### 千住消防署
- 本署 足立区千住中居町9-14
  - 旭町出張所 足立区千住東2-21-7
  - 宮城出張所 足立区宮城1-6-5

### 足立消防署
- 本署 足立区梅島2-1-1
  - 綾瀬出張所 足立区綾瀬3-17-20
  - 淵江出張所 足立区竹の塚7-1-18
  - 大谷田出張所 足立区東和4-23-7
  - 神明出張所 足立区神明南1-13-9

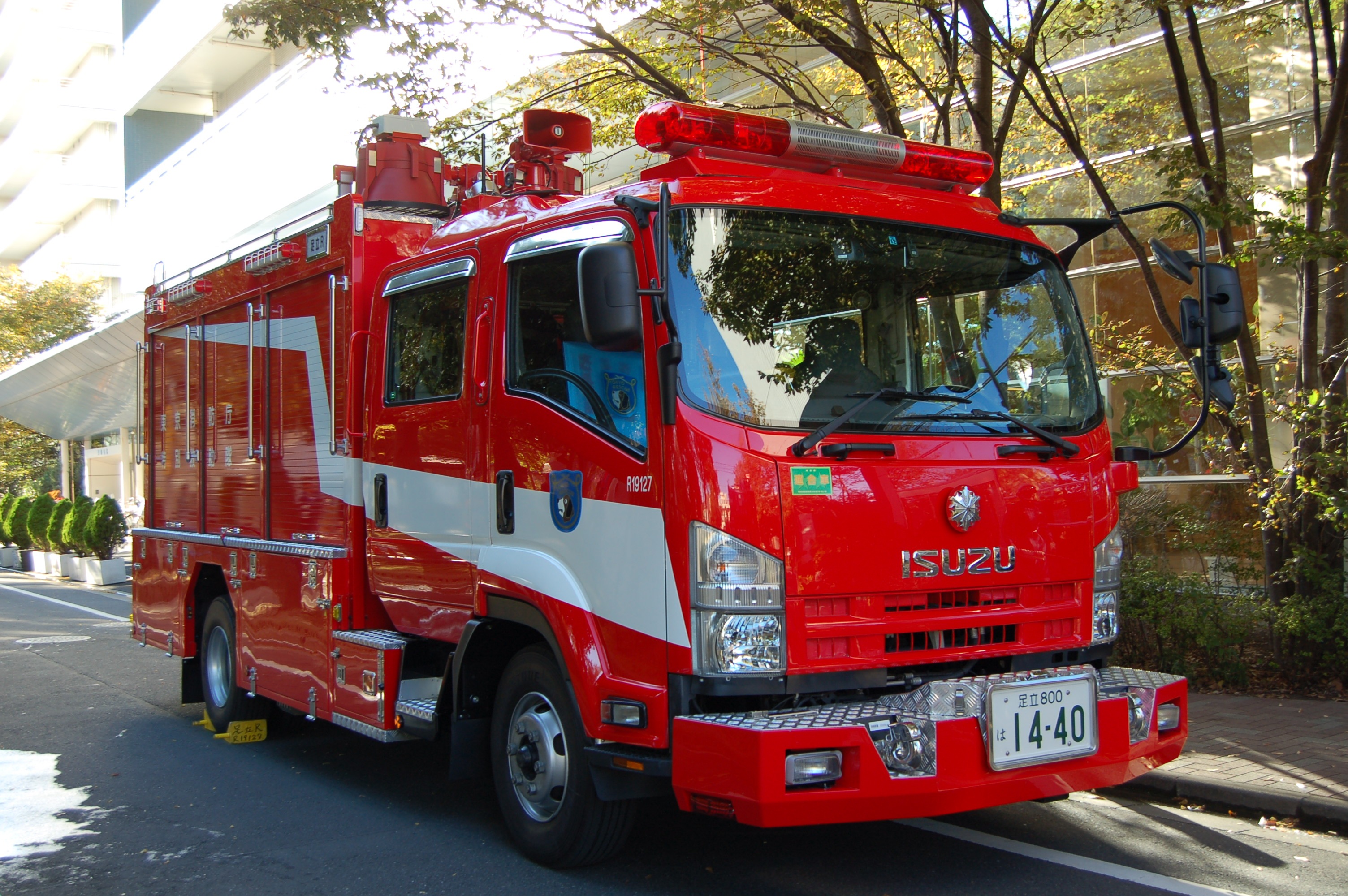
足立消防署足立救助
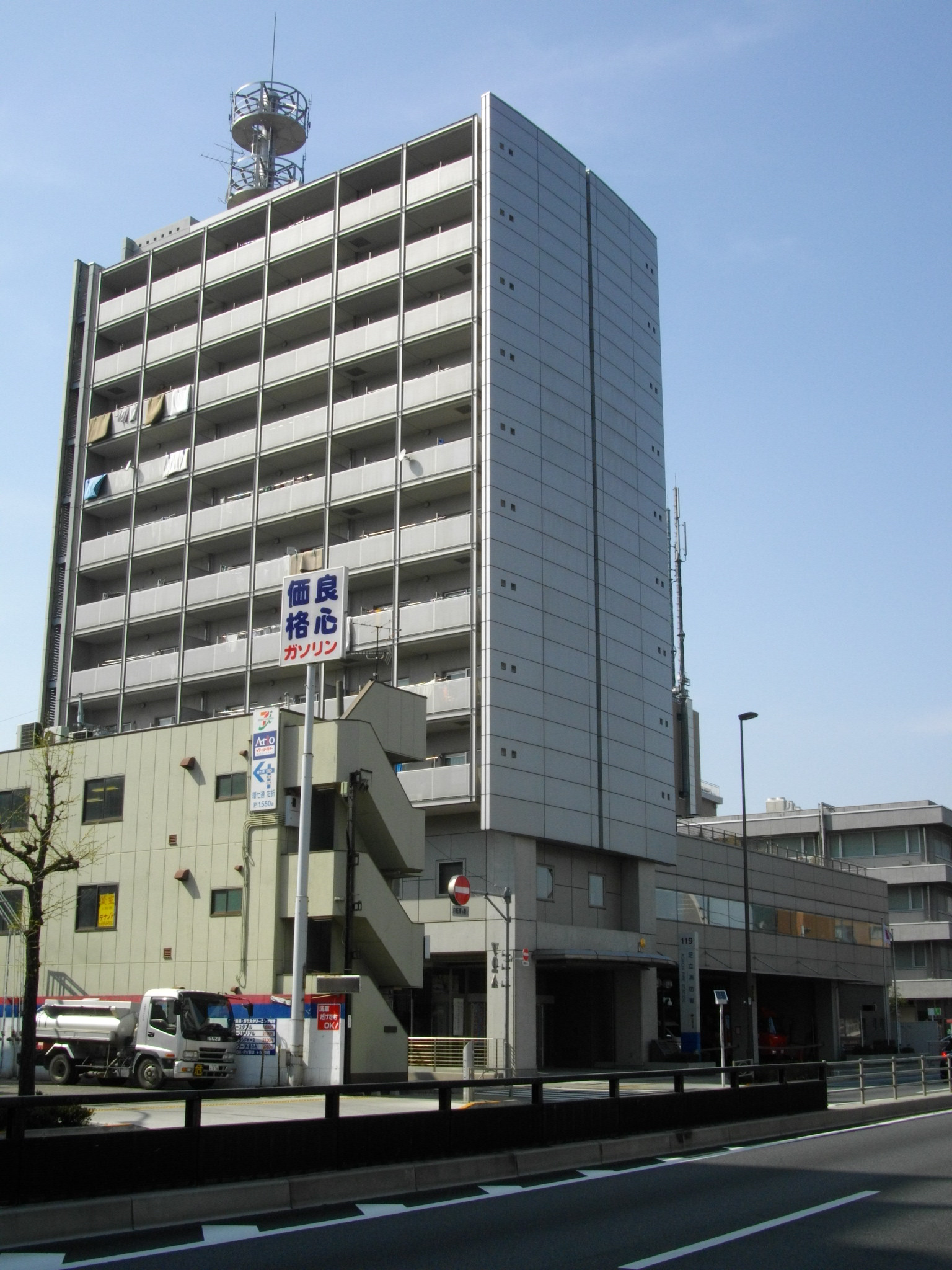
足立消防署

### 西新井消防署

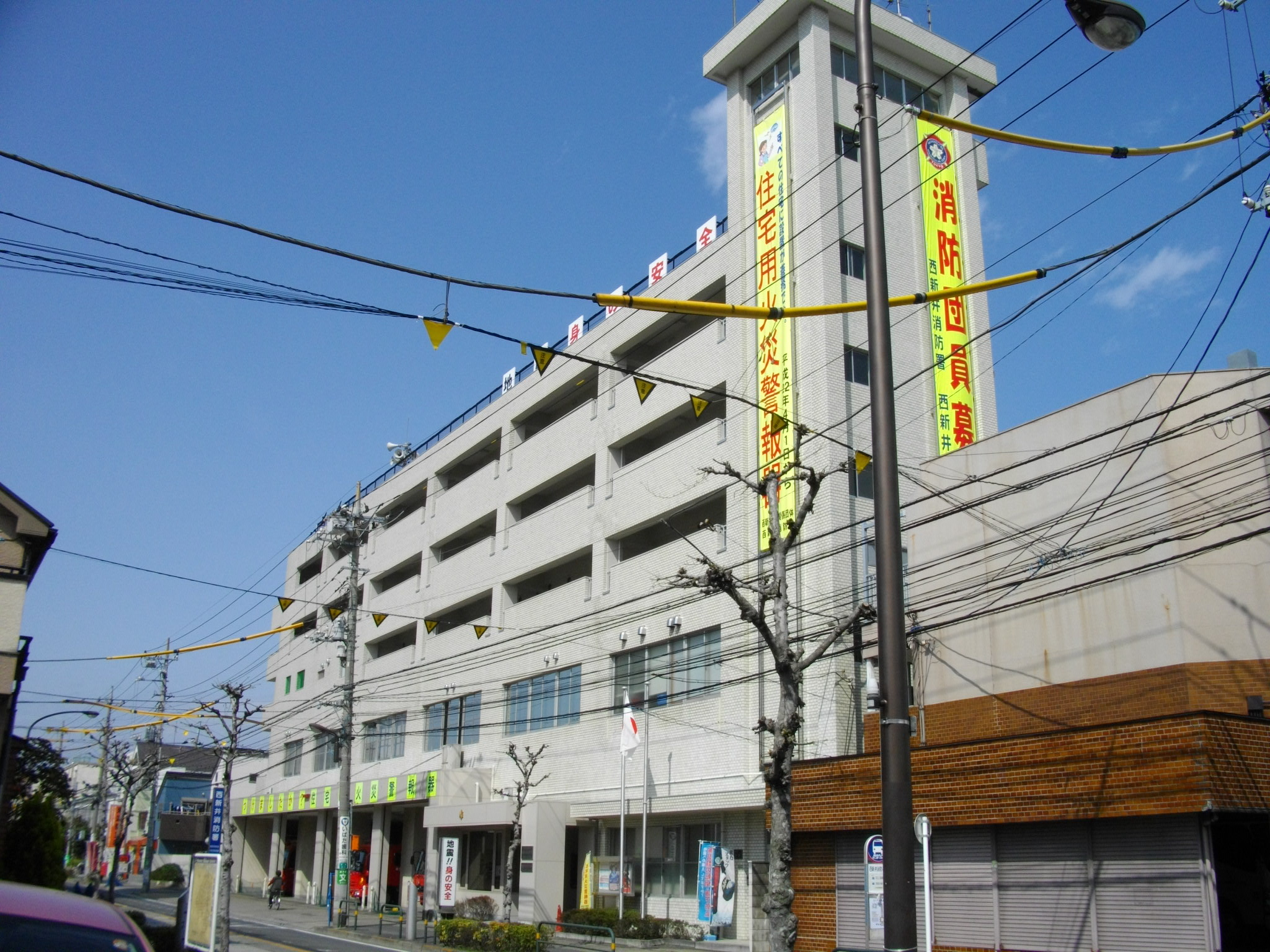
西新井消防署

- 本署 足立区伊興2-5-11
  - 大師前出張所 足立区栗原3-10-28
  - 上沼田出張所 足立区江北3-40-24
  - 本木出張所 足立区本木南町24-14
  - 舎人出張所 足立区舎人2-18-12

- 西新井消防署

## 関連文献
- 『上野消防100年のあゆみ』上野消防署100年記念行事実行委員会、1981年。NDLJP:9584274。